# 北海道函館西高等学校

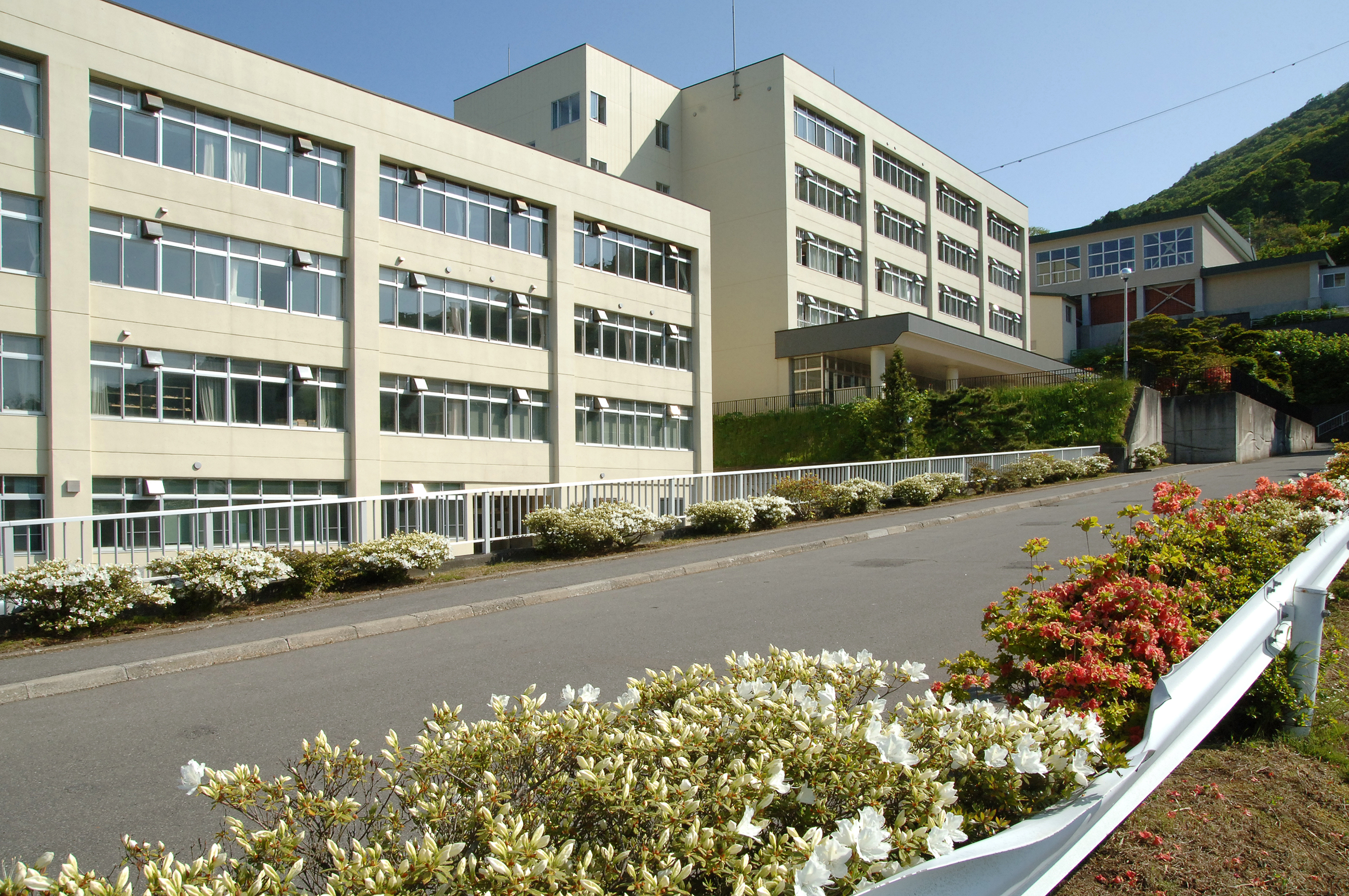
写真左が管理棟、中央が教室棟、右が屋内体育館

北海道函館西高等学校（ほっかいどうはこだてにしこうとうがっこう、英: Hokkaido Hakodate Nishi High School）は、北海道函館市の公立（道立）高等学校。

## 概要
1905年(明治38年)に、北海道庁立函館高等女学校として開校した。1948年（昭和23年）に学制改革のため、校名を北海道立函館女子高等学校と改称。その後1950年（昭和25年）に男女共学化となり、校名を北海道函館西高等学校と再改称した。2019年（平成31年）には、本校を母体校として北海道函館稜北高等学校（北海道函館市石川町）を統合。2020年で創立115周年を迎えた。
校舎は自然豊かな函館山の麓、八幡坂を登りきったところに所在し、遠くは北海道駒ヶ岳、眼下に函館港や市街地を一望でき、周囲には函館ハリストス正教会やカトリック元町教会、旧函館区公会堂、真宗大谷派函館別院をはじめとする歴史的建造物が立ち並んでいる。
創立以来3万名を超える卒業生を送り出しており、卒業生には演歌歌手・北島三郎、作家・辻仁成、作家・佐藤泰志をはじめ各界の著名人が存在する。また同窓会活動が活発に行われていて、名称は「つゝじヶ丘同窓会」と称さる。毎年10月に同窓会を開催し、多数の卒業生が参加する。

## 沿革
- 1905年（明治38年） - 北海道庁立函館高等女学校として開校。
- 1948年（昭和23年） - 学制改革のため校名を北海道立函館女子高等学校と改称。
- 1950年（昭和25年） - 男女共学化となり校名を北海道函館西高等学校と改称。定時制課程設置。
- 1983年（昭和58年） - 新校舎（現4代目校舎）に移転。
- 1995年（平成07年） - 定時制課程閉課。
- 2015年（平成27年） - 創立110周年記念式典挙行。
- 2019年（平成31年） - 本校を母体校として北海道函館稜北高等学校を統合。学年制から単位制へ変更。校章と校歌、校訓と制服を更改。1学年6間口（募集定員240名）。

## 生徒玄関前のブロンズ像
生徒玄関前には、旧校訓「志高く」と記されたブロンズ像が建立されている。これは創立80周年・校舎改築記念事業の一環で建立されたものである。本校の創立百周年記念誌「この坂から」によれば、3体の人像がそれぞれ「北海道庁立函館高等女学校」「北海道函館西高等学校全日制」「北海道函館西高等学校定時制」を表し、三位一体となって飛躍していることを表現、また各界にはばたいていった先輩に在校生も続けという意も込められているという。
2019年に北海道函館稜北高等学校を統合し、校訓は「志高く未来を創る」と更改されたが、ブロンズ像に記された旧校訓に修正は加えられず、建立当時のままとなっている。

## 校舎
4代目校舎は1983年(昭和58年)に竣工。管理棟4階建、教室棟5階建（管理棟1階から通算し3 - 7階相当部）、体育館（管理棟1階から通算し6階相当部）、格技場2階建（管理棟1階から通算し5 - 6階相当部）の4棟で構成される。管理棟3 - 4階には教室棟への連絡通路が、教室棟4階（通算6階相当部）には体育館への連絡通路が設置されている。また体育館には格技場への連絡通路が設置されている。かつては管理棟1階を起点として全棟に階数付けを行っていたが、現在では各棟で独立した階数が付されている。この経緯から現在でも「生徒玄関は3階」「体育館は6階」「芸術教室は7階」等と表現することがある。またエレベーターは設置されておらず、ABCD4つ階段で校舎内を移動する。
※以下の括弧内は、管理棟1階を起点とした階数である。
- 管理棟1階 - 職員玄関、事務室、宿直室、茶道室、校長室、公務補室、ボイラー室、焼却炉室、中会議室。
- 管理棟2階 - 地学教室、生物教室、化学教室、情報処理教室。
- 管理棟3階 - 調理実習室、被服実習室、図書室、進路指導室。
- 管理棟4階 - 職員室、印刷室、サーバー室、相談室、休憩室、ロッカー室、放送室、小会議室、大会議室。
- 教室棟1階（3階） - 生徒玄関、ロビー、売店、生徒会室、多目的教室、保健室、資料室。
- 教室棟2階（4階） - 3学年教室、学習室、社数教室。
- 教室棟3階（5階） - 2学年教室、学習室。
- 教室棟4階（6階） - 1学年教室、学習室、トレーニング室。
- 教室棟5階（7階） - 書道教室、音楽教室、美術教室、視聴覚教室。

体育館（6階）
- 2000年(平成12年)竣工。バスケットボールフルコート1面が確保できる広さである。

格技場（5階）
- 2007年(平成19年)竣工。剣道場と柔道場が1スペースずつ確保できる広さである。

グラウンド
- 校舎より高い位置に所在する。
- 1周300mトラックである。野球グラウンドとして運用するには、ライト側が数十メートル足りない。
- テニスコート3面、投球練習場、屋外便所設置。

駐輪場
- 2008年竣工、旧格技場部に新設された。これに伴い駐車場部に存在した駐輪場（3学年使用部分）は廃止された。
- 収容台数　約300台。

## 寄りの交通機関
- 函館市電「末広町」停留場より、徒歩10分
- 函館バス「元町」停留所より、徒歩3分
- 函館バス「西高校前」停留所より、徒歩1分
- JR函館駅より、徒歩30分
- 函館山ロープウェイ 「山麓駅」より、徒歩3分

## 出身著名人
- 北島三郎 - 演歌歌手
- 辻仁成 - 歌手・映画監督・作家
- 佐藤泰志 - 作家
- 麻生直子 - 詩人
- 三遊亭洋楽 - 落語家・函館市議会議員
- 橋本力-元プロ野球選手
- 石原正 - 鳥瞰図絵師
- 加藤唯史 - 漫画家
- 森真沙子 - 小説家
- 関口苑生 - 書評家
- 中江克己 - 歴史作家
- 伊藤セツ - 家政学者
- 井上博司 - 函館市長